# Лендлер
Лендлер (нім. Ländler, від Landl — місцевість в Австрії) — селянський танець, що виник в Південній Німеччині і Верхній Австрії (існують місцеві різновиди лендлера). 
Музичний розмір 3/4 і 3/8. На початку XIX ст. отримав розповсюдження в міському середовищі. Лендлер — один із танців, від яких походить вальс. Музична форма лендлера представлена в творчості Людвіга ван Бетховена, Франца Шуберта, Роберта Шумана.